# Naissance en 1250
Naissance
- 1246
- 1247
- 1248
- 1249
- 1250
- 1251
- 1252
- 1253
- 1254

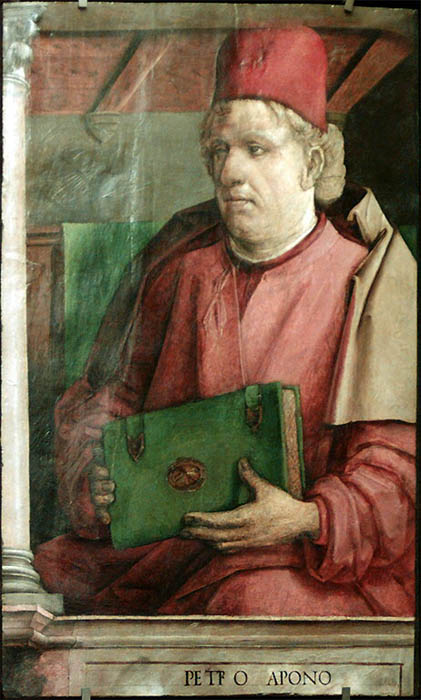
Pietro d'Abano, né en 1250.

Cette page dresse une liste de personnalités nées au cours de l'année 1250 :
- 8 janvier : Jean IV Lascaris, empereur byzantin.
- 8 avril : Jean Tristan de France, comte consort de Nevers et comte de Valois.
- septembre : Robert II d'Artois, comte d'Artois.
- 25 décembre : Jean IV Lascaris, empereur byzantin de Nicée.

- Pietro d'Abano, médecin, philosophe et astrologue italien.
- Al-Muzaffar Yusuf Ier, sultan du Yémen.
- Amicie de Courtenay, comtesse d'Artois.
- Asher ben Yehiel, théologien, rabbin, philosophe.
- Georges Bagration, prince de Géorgie.
- Henri VI de Luxembourg, comte de Luxembourg et d'Arlon.
- Jean de Flandre, ou Jean de Dampierre, évêque de Metz et de Liège.
- Jean Lemoine, cardinal, évêque d'Arras et légat du pape Boniface VIII.
- Marguerite de Bourgogne-Tonnerre, reine de Naples, de Sicile et d'Albanie.
- Abba Mari, rabbin et poète.
- Simon de Melun, maréchal de France, sire de La Loupe et de Marcheville.
- Jeanne de Montfort de Chambéon, comtesse de Forez.
- Robert VI d'Auvergne, comte d'Auvergne et de Boulogne.
- Sanche d'Aragon, prince d'Aragon, bienheureux de l'Église catholique.
- Uguccione della Faggiola, condottiere italien.
- Mathieu Ier Visconti,  dit le Grand, en italien Matteo Visconti il Grande ou Matteo Magno Visconti, seigneur de Milan.
- Yom Tov Assevilli,  rabbin séfarade.

date incertaine (vers 1250)
- Conrad II de Czersk, ou Conrad II de Mazovie, duc de Mazovie, de Czersk et de Sandomierz.
- Mehmed Bey, ou Muineddin Mehmed Bey ou Mu`în al-Dîn Muhammad, officier seldjoukide fondateur de la dynastie des Pervânes.
- Jan Muskata, évêque de Cracovie.

## Crédit d'auteurs
- Cet article est partiellement ou en totalité issu de l'article intitulé « 1250 » (voir la liste des auteurs).